# Cyrtopodion spinicaudum
Cyrtopodion spinicaudum este o specie de șopârle din genul Cyrtopodion, familia Gekkonidae, descrisă de Strauch 1887. Conform Catalogue of Life specia Cyrtopodion spinicaudum nu are subspecii cunoscute.